# Macrobiotus crenatus
Macrobiotus crenatus är en djurart som tillhör fylumet trögkrypare, och som beskrevs av Walter Maucci 1991. Macrobiotus crenatus ingår i släktet Macrobiotus och familjen Macrobiotidae. Inga underarter finns listade i Catalogue of Life.